# جاي س. شيموس ديفيس
جاي س. شيموس ديفيس (بالإنجليزية: J. C. Seamus Davis)‏ هو فيزيائي أمريكي، ولد في 1960.